# Clerota rodriguezi
Clerota rodriguezi är en skalbaggsart som beskrevs av Arnaud 1985. Clerota rodriguezi ingår i släktet Clerota och familjen Cetoniidae. Inga underarter finns listade i Catalogue of Life.